# Хендрик Исемборгс
Хендрик Виктор „Рик“ Исемборгс (Антверпен, 30. јануар 1914 — 9. март 1973) био је белгијски фудбалер. Играо је за Ројал Бершот и фудбалску репрезентацију Белгије . Наступио је на Светском првенству у фудбалу 1938. године и постигао гол у јединој утакмици Белгије.